# 魯達河 (佩列維德河支流)
魯達河（烏克蘭語：Руда），是烏克蘭的河流，位於該國北部，發源自魯季夫卡以西，流經切爾尼戈夫州和波爾塔瓦州，河口處在薩西尼夫卡以東，河道全長40公里，流域面積515平方公里。